# SN 2012be
SN 2012be – supernowa typu Ia, odkryta 21 lutego 2012 roku w galaktyce A112052+5132. W momencie odkrycia, miała maksymalną jasność 18m.